# Hyalomantis punctata
Hyalomantis punctata es una especie de mantis de la familia Iridopterygidae.

## Distribución geográfica
Se encuentra en Madagascar.